# Новики (Черниговская область)
Новики (укр. Новики) — село в Козелецком районе Черниговской области Украины. Население 193 человека. Занимает площадь 0,473 км².
Код КОАТУУ: 7422080603. Почтовый индекс: 17003. Телефонный код: +380 4646.

## Власть
Орган местного самоуправления — Белейковский сельский совет. Почтовый адрес: 17004, Черниговская обл., Козелецкий р-н, с. Белейки, ул. Довженко, 18.